# جیانلوکا دی پونتی
جیانلوکا دی پونتی (انگلیسی: Gianluca De Ponti؛ زادهٔ ۱۴ ژوئیهٔ ۱۹۵۲) بازیکن فوتبال اهل ایتالیا است.
از باشگاه‌هایی که در آن بازی کرده‌است می‌توان به باشگاه فوتبال فیورنتینا، باشگاه فوتبال آسکولی، باشگاه فوتبال بولونیا، باشگاه فوتبال سمپدوریا، باشگاه فوتبال چزنا، و باشگاه فوتبال آولینو اشاره کرد.